# Талич, Момир
Момир Талич (серб. Момир Талић, Momir Talić; 15 июля 1942, Пискавица, Баня-Лука — 28 мая 2003, Белград) — сербский генерал и военный деятель, известный военачальник армии боснийских сербов в период войны в Боснии и Герцеговине.

## Биография
Момир Талич родился в Пискавице (ныне Босния и Герцеговина) 15 июля 1942 года. Службу в армии начал 25 июля 1961 года. Окончил школу младшего офицерского состава бронетанковых войск и Военную академию сухопутных войск. 26 июля 1991 года, будучи полковником, он был назначен на должность начальника штаба и заместителя командующего Пятого корпуса ЮНА, дислоцирующегося в Западной Боснии и Западной Славонии. Через некоторое время он получил чин генерал-майора, а 19 марта 1992 года Талич возглавил Пятый корпус ЮНА.
После вывода частей югославской армии из Боснии и Герцеговины, 19 мая 1992 года этот корпус был переименован в 1-й Краинский корпус Войска Республики Сербской. Момир Талич был единственным офицером в армии боснийских сербов, имевшим генеральский чин ЮНА. Звание генерал-подполковника ему было присвоено 31 декабрят1992 года и вплоть до подписания Дейтонских соглашений он продолжал руководить действиями Первого Краинского корпуса ВРС.
После окончания Боснийской войны он не ушёл из армии и 27 июня 1997 был возведён в ранг генерал-полковника. 16 февраля 1998 год]а он был назначен на должность начальника Генерального штаба ВРС, на которую заступил 6 марта того же года. 12 марта 1999 года Гаагский трибунал выдвинул против него тайное обвинение в военных преступлениях во время событий в Босанской Краине весной 1992 года. 25 августа 1999 года он был арестован в Австрии и выдан МТБЮ. Вместе с тем 28 февраля 2002 года по решению президента Республики Сербской генерал Талич был отправлен на пенсию. 23 января 2002 года начался судебный процесс над ним и Радославом Брджанином, а 20 сентября 2002 из-за проблем со здоровьем он был временно отпущен на свободу и скончался в Военно-медицинской академии в Белграде 28 мая 2003 года.

## Награды
За проведение операции «Коридор» Талич был награждён Орденом Неманича — высшей военной наградой Республики Сербской. 10 июля 2010 года в Пискавице близ Баня-Луки, где генерал родился, в его честь была открыта памятная доска.